# Бриттнау
Бриттнау (нем. Brittnau) — коммуна в Швейцарии, в кантоне Аргау.
Входит в состав округа Цофинген.  Население составляет 3868 человек (на 31 декабря 2015 года). Официальный код  —  4274.